# Доверие Александра Македонского к врачу Филиппу
«Дове́рие Алекса́ндра Македо́нского к врачу́ Фили́ппу» — картина польского и русского художника-академиста Генриха Семирадского (1843—1902), написанная в 1870 году. Хранится в Национальном художественном музее Республики Беларусь в Минске (инв. РЖ-712). Размер — 245 × 346,5 см. На полотне изображён тяжелобольной царь Александр Македонский, собирающийся выпить лекарство, приготовленное его врачом Филиппом Акарнанским, который стоит рядом с его кроватью.
Картина была создана по теме, предложенной в рамках конкурса Императорской академии художеств в начале 1870 года. Осенью того же года произведения Семирадского и его конкурентов были готовы и экспонировались на академической выставке, состоявшейся в Санкт-Петербурге. Результаты конкурса были объявлены в ноябре 1870 года — единодушным решением членов Совета Академии победа была отдана Семирадскому, которому была присуждена большая золотая медаль первого достоинства, дающая право на шестилетнюю пенсионерскую поездку за границу на средства Академии художеств.
Художественный критик Владимир Стасов отмечал в полотне «Доверие Александра Македонского к врачу Филиппу» «вкус, силу, мастерство и чрезвычайную законченность в целом», а также добросовестное изучение художником достижений современной истории и археологии, — по его мнению, эта картина показала, что Семирадскому «предстоит блестящая будущность». Искусствовед Татьяна Карпова относила к достоинствам полотна такие отличительные черты, как «изящество линий, чёткость силуэтов фигур, гармоничный колорит». По словам искусствоведа Павла Климова, этой работой художник «показал себе и окружающим, что он вполне овладел техническим инструментарием и готов выйти на самостоятельную дорогу».

## История

### Предшествующие события и академический конкурс
В 1864—1870 годах Генрих Семирадский обучался в Академии художеств в Санкт-Петербурге, где сначала (до апреля 1866 года) был вольнослушателем, а затем — постоянным учеником. Его наставниками были Карл Вениг и Богдан Виллевальде. В 1866—1867 годах Семирадский получил одну малую и две большие серебряные медали за рисунки и этюд с натуры. В 1868 году за картину «Диоген, разбивающий чашу», сюжет которой был основан на одной из историй из жизни древнегреческого философа Диогена, он был награждён малой золотой медалью Академии художеств — эта награда давала ему право участвовать в конкурсе на большую золотую медаль.
Тема конкурса на большую золотую медаль была объявлена в начале 1870 года — «Доверие Александра Македонского к врачу Филиппу во время тяжкой болезни». Это был не первый академический конкурс на подобную тему — известно, что в 1830 году исторические живописцы получили следующее задание: «Изобразить Александра Великого в ту минуту, когда он, будучи в болезни и получив извет, будто бы врач его Филипп желает отравить его, не доверяя сему извету, принимает от Филиппа лекарство, и выпивает оное, вручив между тем Филиппу означенный извет для прочтения». Золотую медаль второго достоинства в конкурсе 1830 года получил художник Ян Ксаверий Каневский за картину под названием «Доверие Александра Македонского врачу своему Филиппу». Кроме того, в 1836 году рисунок на эту тему создал учившийся тогда в Санкт-Петербурге Тарас Шевченко.

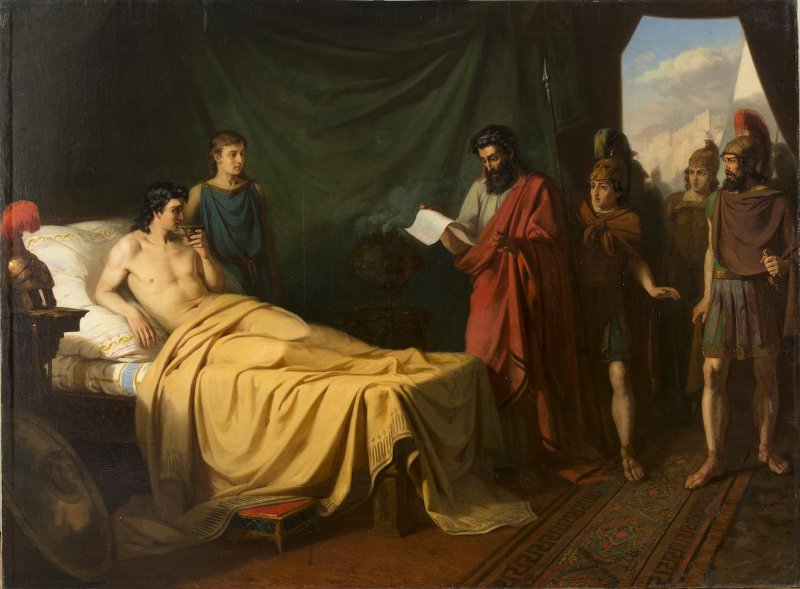
М. П. Верещагин. Доверие Александра Македонского к врачу Филиппу во время тяжкой болезни (1870, ГРМ)

В письме от 24 января 1870 года Семирадский писал своим родным: «Наконец-то нам задали тему на большую золотую медаль, она без сомнения лучше, чем Диоген; это эпизод из жизни Александра Македонского». Одним из художников, писавшим картину на ту же тему, был другой ученик Академии — Митрофан Верещагин. В конкурсе участвовали и другие живописцы — всего было написано пять или шесть картин. По некоторым сведениям, одновременно на одну и ту же тему проводились конкурсы и на большую, и на малую золотые медали, причём Митрофан Верещагин был в списке претендентов на малую медаль, а за большую медаль вместе с Генрихом Семирадским боролся Михаил Зеленский. Кроме того, известно, что рельефы на ту же тему были представлены скульпторами, среди которых были Александр Снигиревский и Пётр Дылёв.
После объявления темы участники конкурса первым делом должны были представить эскиз будущей композиции. Над эскизами они работали в полной изоляции, им не разрешалось покидать место работы, едой и чаем их обеспечивали. Когда эскиз был готов, он утверждался руководством Академии художеств и хранился в качестве документа, в который уже нельзя было вносить изменения. Картины надо было писать в специально отведённых для этого мастерских, в обстановке строгой секретности, фактически «под домашним арестом». Посторонние лица в мастерские не допускались, там могли находиться только дежурные преподаватели, а также натурщики, которые приходили по расписанию.
В марте 1870 года мастерскую, где Семирадский работал над картиной, посетил великий князь Владимир Александрович, с 1869 года занимавший должность товарища президента Академии художеств, а в 1876 году сам ставший её президентом. В письме к родным от 5 апреля 1870 года Семирадский сообщал, что за две недели до этого Владимир Александрович «задал несколько вопросов по начатой работе, какой будет шатёр над Александром Македонским, рассматривал эскизы, посмотрел несколько книг, лежащих на столе, и вышел, пожелав мне успешного окончания работы». Во время работы над конкурсным полотном ухудшилось финансовое положение Семирадского, поскольку ему пришлось отказаться от частных заказов, которые до этого были существенным источников его доходов. Чтобы погасить возникшие у него долги, 15 сентября 1870 года Семирадский обратился к руководству Академии художеств с прошением о денежном пособии. Прошение было удовлетворено, и ему было выдано 300 рублей.

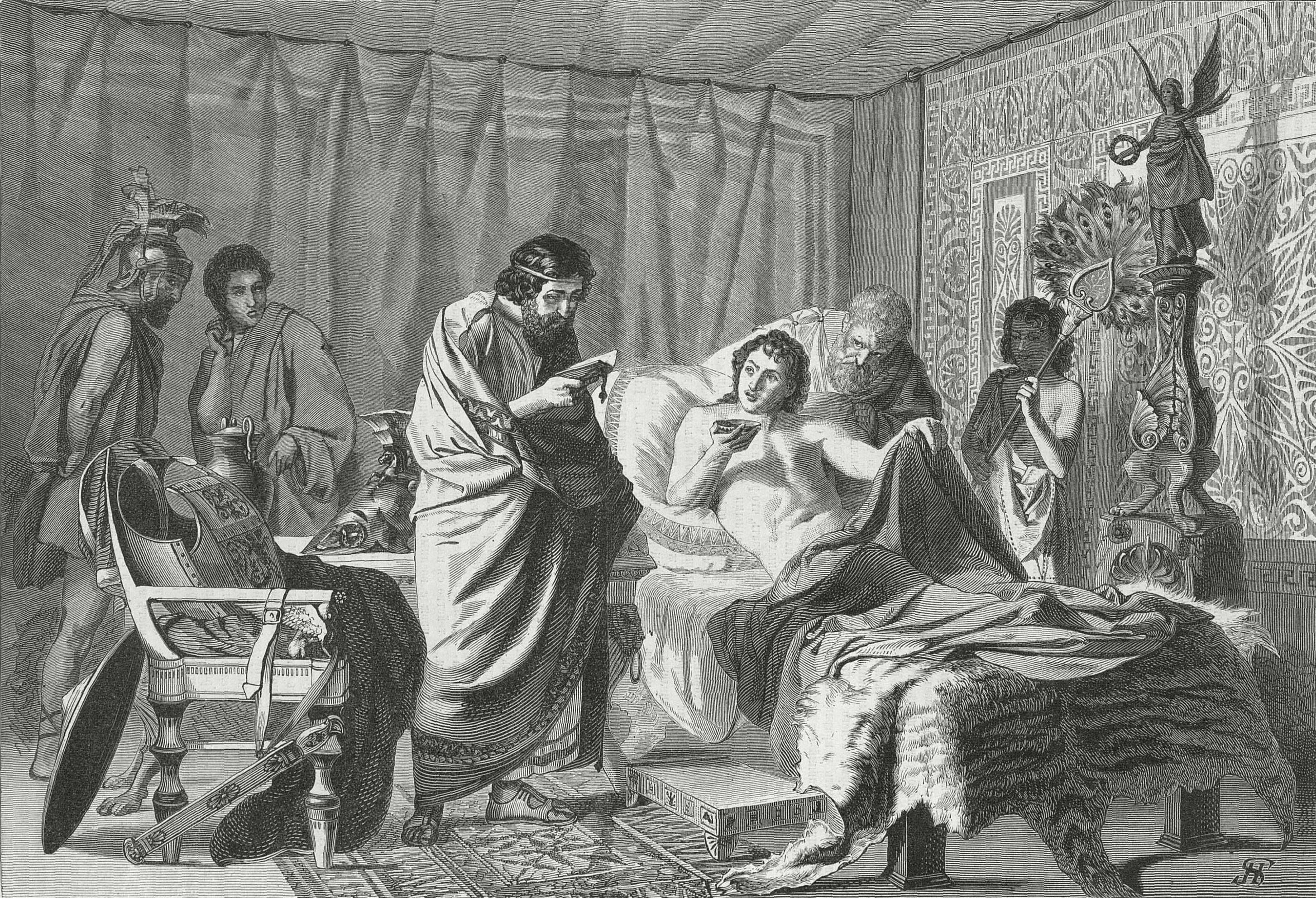
Л. А. Серяков. Доверие Александра Македонского к врачу Филиппу (гравюра с картины Семирадского, 1870)

Осенью 1870 года конкурсные картины Генриха Семирадского и Митрофана Верещагина были показаны на выставке Академии художеств, на которой экспонировались работы, выполненные для соискания степеней, а также другие произведения. В письме к родителям от 4 сентября 1870 года Семирадский сообщал, что два дня назад он уже устанавливал своё полотно в зале, где должна проходить выставка, — «в позолоченной раме и на тёмного цвета стене выглядит очень хорошо». Художник писал, что он продолжает дорабатывать картину «на месте, стоя на лестнице». По его словам, выставка должна была открыться в конце сентября. Во время выставки гравированную репродукцию картины Семирадского, исполненную гравёром Лаврентием Серяковым, опубликовал журнал «Всемирная иллюстрация» (1870, № 100, с. 809). Художественный критик Владимир Стасов написал обзорную статью об академической выставке, в которой высоко оценил как конкурсную картину Семирадского, так и потенциал молодого художника: «Прежде всех других, мне кажется, надо дать большую золотую медаль г. Семирадскому и поскорее послать этого художника за границу. По многим причинам мне кажется, что этому художнику предстоит блестящая будущность». В целом положительно оценили картину Семирадского и другие критики, в частности Павел Ковалевский.
Результаты конкурса были объявлены 4 ноября 1870 года — единодушным решением членов Совета Академии победа была отдана Семирадскому, которому была присуждена большая золотая медаль первого достоинства. Художник был очень рад своему успеху, он писал: «Это был один из самых торжественных дней моей жизни. Экзамен был чрезвычайно строгий, из тех, кто работал со мной, никто не получил [большой золотой] медали, кроме меня». То, что Семирадский был фаворитом этого конкурса, было известно ещё до его окончания — в конце октября художник писал своим родителям: «Через несколько дней, то есть 4 ноября, состоится наконец церемония с раздачей наград, на которой я получу медаль, это не подлежит никакому сомнению; хотя ничего официального нет, все об этом знают». Вместе с медалью Семирадскому было дано звание классного художника первой степени, и он получил право на шестилетнюю пенсионерскую поездку за границу на средства Академии художеств. Митрофан Верещагин получил золотую медаль второго достоинства. Его картина «Доверие Александра Македонского к врачу Филиппу во время тяжкой болезни» хранится в Государственном Русском музее в Санкт-Петербурге (холст, масло, 137 × 187 см, инв. Ж-9149).

### Последующие события
Семирадский начал свою заграничную пенсионерскую поездку в августе 1871 года, с мая 1872 года он жил и работал в Риме. В 1873 году Семирадский завершил работу над крупноформатной картиной «Грешница», а в 1876 году — над гигантским по размеру полотном «Светочи христианства. Факелы Нерона». До 1877 года он находился в Италии в качестве пенсионера Академии художеств, а затем решил не возвращаться в Россию и остался жить в Риме.
В 1881 году картина «Доверие Александра Македонского к врачу Филиппу» была показана на Выставке живописи и скульптуры, проходившей в залах Академии художеств в Санкт-Петербурге. В 1882 году полотно экспонировалось на Всероссийской промышленно-художественной выставке, состоявшейся в Москве. Всего в художественном отделе выставки были представлены пять работ Семирадского — «Доверие Александра Македонского», «Грешница», «Танец среди мечей», «Оргия времён Тиберия на острове Капри» и уменьшенное повторение «Светочей христианства».
Долгое время картина «Доверие Александра Македонского к врачу Филиппу» находилась в собственности Академии художеств. В частности, именно под этим названием она была указана в каталоге русской живописи музея Императорской академии художеств, изданном в 1915 году (под номером 186). Согласно этому каталогу, в музее, помимо этой картины, находились ещё семь эскизов Семирадского, однако все они были сделаны для других произведений.

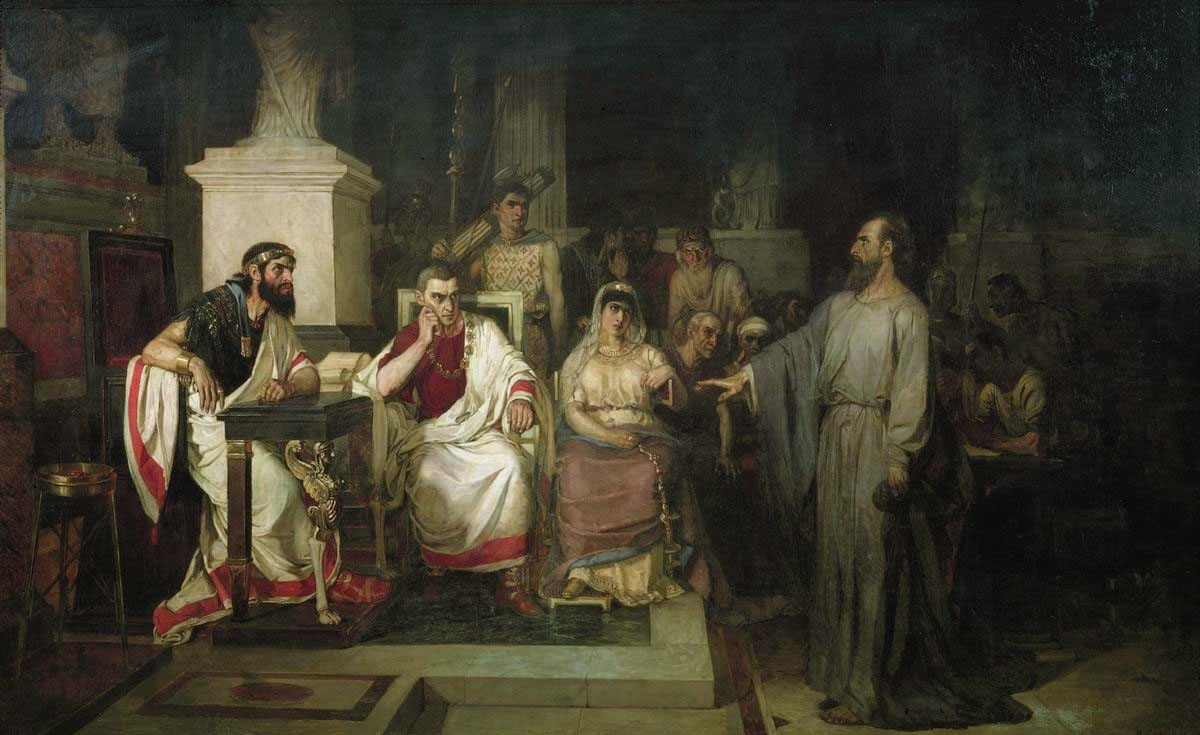
В. И. Суриков. Апостол Павел объясняет догматы веры в присутствии царя Агриппы, сестры его Вереники и проконсула Феста (1875, ГТГ)

В результате послереволюционных преобразований, начавшихся в 1918 году, в начале 1920-х годов полотно, оставаясь в том же академическом музее, оказалось приписанным к собранию Петроградского высшего художественно-технического института (ВХУТЕИН). В 1923 году картина была передана в Государственный Русский музей, однако через семь лет, в 1930 году, она была возвращена в академический музей, который теперь входил в состав Института пролетарского изобразительного искусства (ИНПИИ). В 1931 году музей был расформирован, и полотно Семирадского было передано в Государственную Третьяковскую галерею, где оно хранилось до 1957 года. Инвентарный номер, присвоенный картине в Третьяковской галерее, — 20803. В правом нижнем углу холста красной краской написан другой номер — 2355 (возможно, что это инвентарный номер Русского музея).
В 1950-х годах в Минске строилось новое здание Государственного художественного музея БССР, директором которого с 1944 года была Елена Аладова. Для эффектного размещения произведений живописи в отделении русского искусства желательно было приобрести два-три полотна большого размера, которые были бы издалека видны на торцовых стенах анфиладных залов второго этажа. По поводу одной из картин такого типа Аладовой удалось договориться с её владелицей — Клавдией Еланской, актрисой МХАТа, народной артисткой СССР. Это было полотно Василия Сурикова «Апостол Павел объясняет догматы веры в присутствии царя Агриппы, сестры его Вереники и проконсула Феста» (холст, масло, 142 × 218,5 см, ныне в ГТГ, инв. Ж-48), за которую он в 1875 году получил звание классного художника 1-й степени.

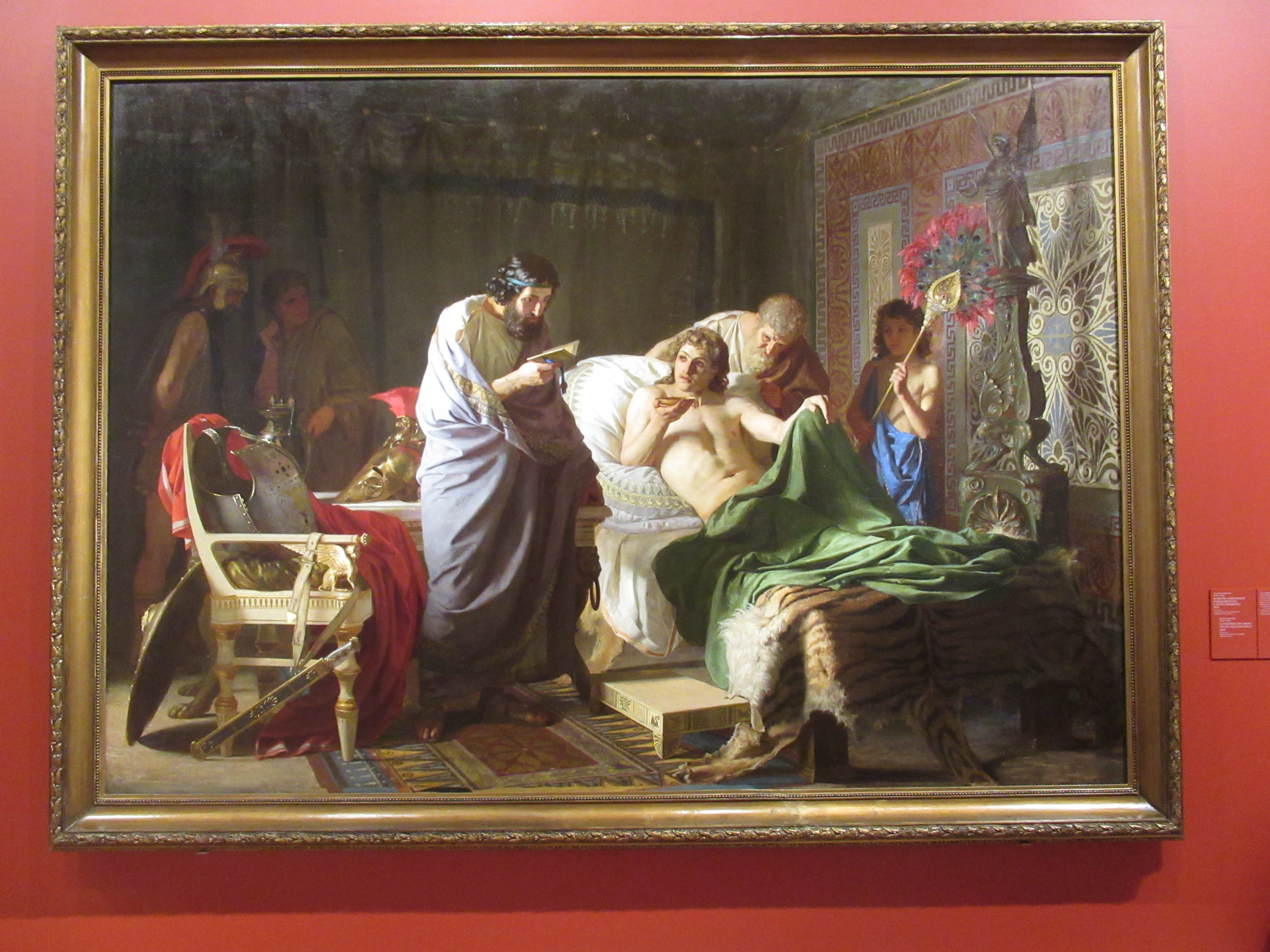
Картина «Доверие Александра Македонского к врачу Филиппу» на выставке 2022 года в ГТГ на Крымском Валу

Окончательную цену за картину Сурикова должна была утвердить Фондово-закупочная комиссия, проводившая свои заседания в Третьяковской галерее. Увидев там «Апостола Павла», искусствовед Владимир Кеменов (до 1956 года работавший заместителем министра культуры СССР, а затем — постоянным представителем СССР при ЮНЕСКО) заявил, что эту картину необходимо оставить в Третьяковке, где находится наиболее полное собрание работ Сурикова. Вместо неё минскому музею предложили получить из фондов Третьяковской галереи полотно Семирадского «Доверие Александра Македонского к врачу Филиппу», формат которого был даже больше, чем у произведения Сурикова. Елена Аладова вынуждена была согласиться с таким, по её мнению, «неравноценным даром». В своих воспоминаниях она так писала о произведении Семирадского: «Картина эта заняла в нашей экспозиции всю стену. Конечно, это вещь эффектная, но полотно Сурикова было, конечно, лучше». Картина Семирадского была списана из инвентаря Третьяковской галереи по приказу Министерства культуры СССР № 153 от 16 марта 1956 года, выдана из галереи 10 октября 1957 года (акт № 133) и поступила в Государственный художественный музей БССР 13 октября 1957 года (акт № 116, подписан сотрудницей музея Еленой Ресиной). Это произошло незадолго до торжественного открытия нового здания музея, которое состоялось 5 ноября 1957 года.
В 2004 году полотно Семирадского заинтересовало съёмочную группу фильма «Александр» (режиссёр Оливер Стоун), повествующего о жизни Александра Македонского. Менеджеры кинокомпании «Warner Brothers» послали в Национальный художественный музей Республики Беларусь (так с 1993 года назывался музей) запрос о возможности использования цифрового изображения картины «Доверие Александра Македонского к врачу Филиппу» в предпрокатной рекламной кампании фильма. Предложение о сделке оказалось слишком необычным и неожиданным для музея, так что в результате договор так и не был подписан.
В 2017 году была опубликована подробная статья о картине «Доверие Александра Македонского к врачу Филиппу», написанная искусствоведом Надеждой Усовой, сотрудницей Национального художественного музея Республики Беларусь. Выход статьи совпал с 60-летием пребывания полотна в собрании музея. В статье утверждалось, что, несмотря на множество изменений, произошедших за эти 60 лет в залах с произведениями русского искусства, картина Семирадского оставалась одной из немногих, которая «не изменила своего местоположения и ни разу не покинула стены музея на выставки». Однако через пять лет после выхода статьи эта «традиция» была нарушена: с 28 апреля по 3 июля 2022 года картина «Доверие Александра Македонского к врачу Филиппу» экспонировалась в Новой Третьяковке на Крымском Валу на выставке «Генрих Семирадский. По примеру богов», приуроченной к 180-летию со дня рождения художника. Полотно было прислано в Москву заранее для проведения реставрационных работ, в ходе которых, по словам куратора выставки Татьяны Карповой, «картина была очищена от загрязнений, был выровнен лак, исправлены кромки, сделаны тонировки; какие-то пятна, разложения лака, всё это тоже было исправлено, и сейчас она в сияющем виде».

## Сюжет, действующие лица и композиция

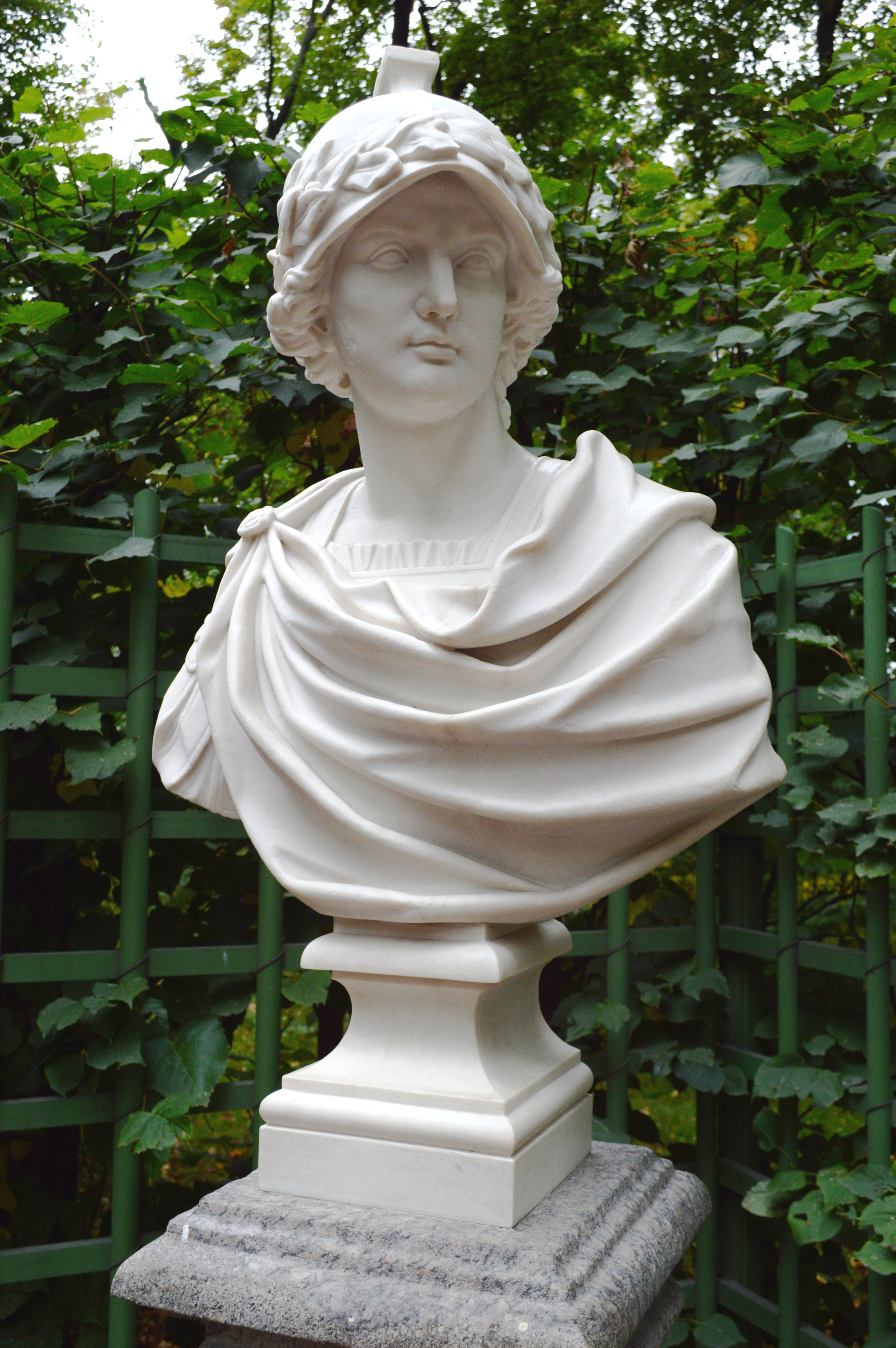
Бюст Александра Македонского в Летнем саду

Начиная со второй половины XVII века, сюжеты, связанные с различными эпизодами из жизни Александра Македонского, стали популярными в западноевропейском, а затем и в русском искусстве. Одним из важных источников была «История Александра Великого Македонского» — биография, написанная в I веке нашей эры римским историком Квинтом Курцием Руфом, которая неоднократно издавалась на русском языке. Кроме того, в 1861 году было издано факсимиле древнерусского романа «Александрия».
К 1870 году существовала богатая иконография различного рода изображений Александра Македонского. В европейской живописи его обычно представляли молодым, полным энергии воином в шлеме, а часто и в полном комплекте доспехов. Для изображения его лица Семирадский мог использовать слепок с римской копии с прижизненной статуи Александра авторства Лисиппа, хранившийся в коллекции Академии художеств, а также мраморный бюст XVIII века, находившийся в Летнем саду.

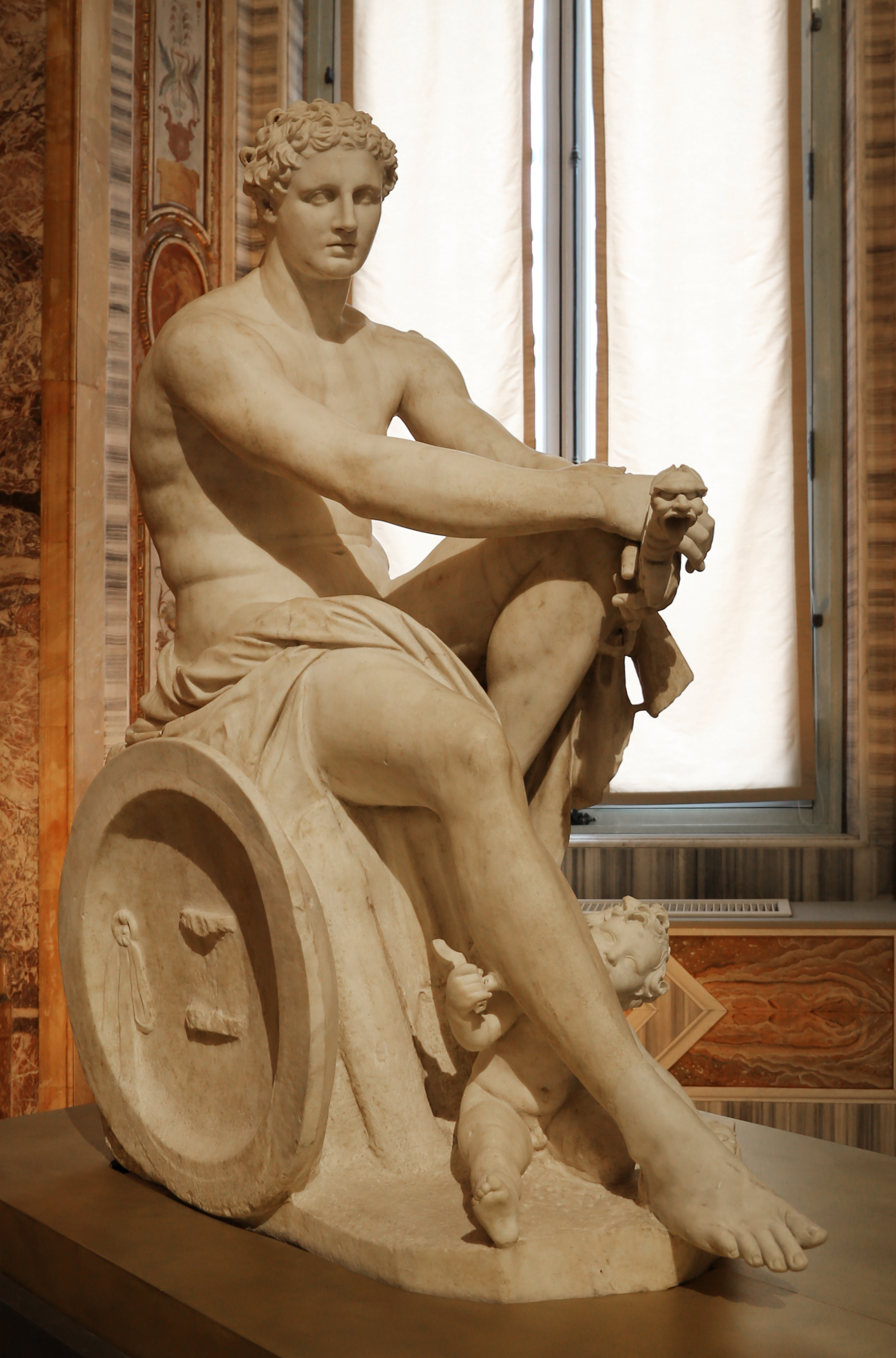
Арес Людовизи, собрание Палаццо Альтемпс

Эпизод, изображённый на картине Семирадского, связан со следующей легендой. В походе против персидского царя Дария III Александр Македонский простудился и тяжело заболел. Врачи боялись лечить его, опасаясь того, что македоняне расправятся с ними, если им не удастся побороть недуг и Александр умрёт. По словам Плутарха, только его врач Филипп, «видя тяжёлое состояние больного, поставил дружбу превыше всего и счёл преступным не разделить опасность с Александром и не исчерпать — пусть даже с риском для себя — все средства». Филипп приготовил сильнодействующее лекарство и принёс его, чтобы дать больному. Однако незадолго до этого Александру передали срочную депешу от его военачальника Пармениона, в которой сообщалось, что его врач был подкуплен Дарием и собирается дать вместо лекарства яд. Когда Филипп передавал Александру чашу со снадобьем, царь попросил его прочесть полученное им письмо. То, что произошло за этим, и изображено на полотне: Александр, полностью доверяющий своему врачу, без колебаний пьёт принесённое им лекарство, в то время как Филипп с удивлением и негодованием читает клеветническое письмо. Как отмечал Плутарх, «это было удивительное, достойное созерцания зрелище».
На полотне Семирадского действие происходит в походном шатре. На кровати полусидит Александр Македонский — обнажённый по пояс красивый молодой мужчина «с великолепным античным торсом». Он собирается выпить лекарство из чаши, которую держит в правой руке. Торс и положение правой руки Александра до некоторой степени напоминают известную скульптуру II века нашей эры «Арес Людовизи», гипсовая копия которой имелась в собрании Академии художеств. Слева от Александра в полный рост изображён врач Филипп, читающий письмо, переданное ему царём. Врач одет в белый хитон, вышитый по краю жёлтым меандром и скреплённый на плечах фибулами, поверх которого накинут синий гиматий, украшенный двумя типами орнаментов. Позировал для фигуры Филиппа натурщик Иван, с которого неоднократно писал своих персонажей Василий Верещагин. У изголовья кровати находится седобородый старец, склонившийся к Александру. В некоторых источниках утверждается, что старец — это Аристобул из Кассандрии, который пытается уговорить царя не пить лекарство. Группа, состоящая из Александра, Филиппа и старца, является центральной в композиции, она хорошо освещена светом, падающим с левой стороны. Кроме них, в комнате находятся два воина в глубине интерьера слева, а также мальчик с опахалом справа от кровати. Известно, что натурщиком для мальчика с опахалом послужил будущий скульптор Илья Гинцбург (годом позже он также позировал для конкурсной картины Ильи Репина «Воскрешение дочери Иаира»).
Семирадский досконально изучил «вещный мир» времён Александра Македонского — вероятно, в этом ему помогли посещения Эрмитажа и Публичной библиотеки. На своём полотне он достоверно воссоздал античные ткани, одежду, обувь и доспехи воинов, орнаменты на коврах, а также стоящую на столе чернофигурную вазу. Экзотика персидского похода отражена в восточном опахале, которое держит мальчик, и тигровой шкуре, разложенной на кровати. У правого края полотна изображена статуя, на самом верху которой находится бронзовая скульптура богини Ники с лавровым венком. У левого края находится античный стул, на котором сложены царские доспехи. На столе лежит шлем Александра, прототипом которого, возможно, послужил шлем Минервы Джустиниани. По-видимому, при его написании Семирадский использовал похожий шлем из академической коллекции, созданной по инициативе Алексея Оленина, президента Академии художеств в 1817—1843 годах. В 1980 году этот шлем был передан в собрание музея в усадьбе Приютино.
Историк искусства Пётр Гнедич отмечал гармоничность колорита полотна Семирадского, в котором преобладают светло-фиолетовые и оранжевые тона. По словам искусствоведа Светланы Игнатенко, в этом произведении художник продемонстрировал уже сложившийся к тому времени собственный стиль, который «выразился в прекрасном знании анатомии, мягких, „текучих“ силуэтах, светотеневых моделировках, эффектах освещения и в целом — в безупречном техническом мастерстве».
Фрагменты картины «Доверие Александра Македонского к врачу Филиппу»

## Отзывы и критика
В статье об академической выставке 1870 года художественный критик Владимир Стасов дал подробный анализ экспонировавшегося там полотна Семирадского «Доверие Александра Македонского к врачу Филиппу». Сравнивая с более ранними графическими работами Семирадского, Стасов писал, что картина доказала, что художник владеет красками не хуже, чем чёрным карандашом, и имеет «значительную способность к эффектности в красках». Признавая невысокую степень душевной выразительности, Стасов отмечал в полотне «вкус, силу, мастерство и чрезвычайную законченность в целом», а также добросовестное изучение художником достижений современной истории и археологии. По словам Стасова, если Семирадский «выказал столько таланта и силы» в работе над сюжетом, навязанным ему извне, то «чего же следует ещё ожидать от него, когда он будет совсем на воле, и будет зависеть только от своего мастерства и таланта?»
В статье, опубликованной в ноябре 1870 года в журнале «Вестник Европы», писатель и критик Павел Ковалевский высказал в целом отрицательное отношение к системе конкурсов Академии художеств, принуждающей нескольких конкурентов одновременно создавать произведения на заданную тему, а рецензентов «обозревать ежегодно один сюжет, заданный целому сонму учеников». Тем не менее среди произведений, связанных с темой «Доверие Александра Македонского к врачу Филиппу», Ковалевский выделил картину Семирадского, указав на неё «как на удачную, серьёзно обдуманную, хорошо сочинённую, по аксессуарам весьма похвальную и удовлетворительно написанную». Среди недостатков полотна Ковалевский отметил не вполне пропорциональный размер согнутого колена Александра, а также выбор типа для его головы, который, по мнению критика, оказался слишком простым и обыкновенным.
Называя «Доверие Александра Македонского к врачу Филиппу» «самым ранним из значительных произведений Семирадского», искусствовед Павел Климов писал, что в этом полотне, по сути являющемся экзаменационным заданием, трудно было ожидать «яркой творческой индивидуальности». Тем не менее такие проявленные при работе над этой картиной качества, как «тщательная продуманность композиции» и «большое внимание к выразительности каждой детали», стали отличительной чертой всего последующего творчества художника. По словам Климова, этой работой Семирадский «показал себе и окружающим, что он вполне овладел техническим инструментарием и готов выйти на самостоятельную дорогу».
Искусствовед Татьяна Карпова относила к достоинствам полотна «Доверие Александра Македонского к врачу Филиппу» такие отличительные черты, как «изящество линий, чёткость силуэтов фигур, гармоничный колорит». По словам Карповой, в этой работе Семирадский показал себя «талантливым учеником академической школы, впитавшим заветы классицизма», связанные в русской живописи с именами Карла Брюллова, Фёдора Бруни и Александра Иванова.

## Комментарии
1. ↑  Для датировки событий, происходивших в Российской империи, используется юлианский календарь («старый стиль»).